# 青春シャッフル
青春シャッフル（せいしゅんシャッフル）とは、南海放送で放送されているラジオ番組。

## 備考
- 開始から1年間は寺尾英子「青春シャッフル」と言うタイトルだった。
- 寺尾単独で番組を行っていた。
- 2004年、東京発の『オールナイトニッポンいいネ!』を打ち切って自社制作枠を開拓したものの番組を変えながら2008年9月をもって終了。以後、自社製枠ワイドは大幅な縮小となり、辛うじて寺尾担当の『寺尾ラジオん。』は残ったものの、多くの時間は局は違うもののの再び東京発の『BATTLE TALK RADIO アクセス』にとってかわられることとなる。その後四国放送の『バンリク』となり、さらに2015年の『MOTTO!!』開始まで、再開に7年を要した（しかし半年後から枠縮小→平日撤退→衣替えにより終了）。
- レギュラー放送が終了した後も、南海放送テレビで『24時間テレビ』が放送される日にあわせて『和彦・はつみの青春シャッフル』（田中和彦・松沢はつみ）として放送１日目の23:00 - 25:00に放送される。2021年は田中の番組として『ヒコヒコジョッキー「ラジオマンの憂鬱」』があるため、そこに松沢を迎えて24時間テレビと連動させて放送する。